# The Killing Kind
The Killing Kind es el octavo álbum de estudio de la banda de thrash metal estadounidense Overkill publicado en 1996. Fue el primer álbum en el que participaron los guitarristas Joe Comeau y Sebastian Marino.

## Lista de canciones
Todas fueron escritas por Bobby Ellsworth y D. D. Verni.
1. "Battle" – 4:31
2. "God-Like" – 4:11
3. "Certifiable" – 3:25
4. "Burn You Down/To Ashes" – 6:47
5. "Let Me Shut That for You" – 5:19
6. "Bold Face Pagan Stomp" – 5:42
7. "Feeding Frenzy" – 4:13
8. "The Cleansing" – 5:50
9. "The Mourning After/Private Bleeding" – 4:36
10. "Cold, Hard Fact" – 5:19

## Créditos
- D. D. Verni – Bajo
- Bobby Ellsworth – Voz
- Joe Comeau – Guitarra
- Sebastian Marino – Guitarra
- Tim Mallare – Batería